# Stazione di Osatsu
La stazione di Osatsu (長都駅?, Osatsu-eki) è una stazione della città di Chitose situata lungo la linea Chitose.

## Linee
JR Hokkaido
■ Linea Chitose

## Struttura
La stazione è dotata di 2 binari con due piattaforme laterali.
| 1 | ■ Linea Chitose |  | Per Minami-Chitose, Aeroporto di Shin-Chitose, Tomakomai, Muroran e Hakodate |
| 2 | ■ Linea Chitose |  | Per Sapporo, Teine e Otaru                                                   |

## Stazioni adiacenti
| «             | Servizio      | »                  |
| Linea Chitose | Linea Chitose | Linea Chitose      |
| ------------- | ------------- | ------------------ |
| Chitose       | Locale        | Sapporo Beer Teien |